# 馬澄財
馬澄財，馬惜珍之子，馬澄坤、馬澄發之弟，曾於美國加州Dominican College接受教育，攻讀工商管理學。東方報業集團董事會副主席及執行董事。